# Werner Vollack
Werner Vollack (* 24. März 1955 in Duisburg) ist ein ehemaliger deutscher Fußballtorwart.

## Sportliche Laufbahn

### Vereinskarriere
Der 1,84 Meter große Torwart absolvierte in den Jahren 1974 bis 1990 insgesamt 150 Spiele in der Fußball-Bundesliga und 260 Spiele in der Zweiten Liga. 1974/75 war der junge Fußballer in drei Spielen (zwei in der Liga und eines in der Relegation; dabei im Feld eingesetzt) am erstmaligen Aufstieg des FC Bayer 05 Uerdingen in die Eliteklasse des deutschen Ligasystems beteiligt.
Mit den Krefeldern, zu denen er 1982 zurückgekehrt war, erlebte Vollack seine sportlich erfolgreichste Zeit mit dem erneuten Bundesligaaufstieg 1982/83, dem Sieg im DFB-Pokal 1985 gegen den FC Bayern München (2:1) sowie den Europapokalspielen im Cup der Pokalsieger 1985/86. Er gehört zur Mannschaft, der das Wunder von der Grotenburg gelang, bei dem Dynamo Dresden mit 7:3 bezwungen wurde. In den Halbfinalspielen scheiterte Werner Vollack mit Bayer 05 an Atlético Madrid, doch in der spanischen Presse wurde er aufgrund seiner starken Leistung „El Milagro“ (Das Wunder) genannt.

### Auswahleinsätze
Für die Fußball-Weltmeisterschaft 1986 in Mexiko wurde er von Franz Beckenbauer nach eigener Aussage – im kicker almanach findet sich dieser Fakt nicht – als 4. Torhüter auf Abruf für die A-Nationalelf nominiert. Er spielte zudem 1986 einmal für die B-Nationalmannschaft des DFB und 1987 dreimal für die bundesdeutsche Olympiaauswahl. Eine dieser drei Partien, das Match gegen Rumänien im April 1987, war Bestandteil der final für den DFB erfolgreichen Qualifikationsrunde für das olympische Fußballturnier 1988. Bei den Spielen in Seoul besetzten dann Uwe Kamps und Oliver Reck die beiden Kaderplätze im bundesdeutschen Tor.

## Weiterer Werdegang
Nach seinem verletzungsbedingten Karriereende – unter anderem musste ihm ein künstliches Kniegelenk eingesetzt werden – erwarb Vollack die Trainer-A-Lizenz, konnte gesundheitsbedingt aber nicht arbeiten. Er absolvierte eine Ausbildung als Reiseverkehrskaufmann und machte sich mit einem Reisebüro in Krefeld-Traar selbständig. Nach zehn Jahren musste Vollack dieses Reisebüro wieder schließen und wurde anschließend Angestellter der Stadtverwaltung Krefeld. Er ist nunmehr Platzwart des KTSV Preussen Krefeld.
Seit 2008 ist Vollack Torwarttrainer bei Preussen Krefeld, zunächst für die erste Herrenmannschaft, seit 2009 im Jugendbereich des Krefelder Vereins. Seit der Saison 2012/13 trainiert er die zweite Mannschaft, mit der er im August 2012 die Krefelder Stadtmeisterschaft gewann.